# Symphysanodon disii
Symphysanodon disii är en fiskart som beskrevs av Khalaf och Friedhelm Krupp 2008. Symphysanodon disii ingår i släktet Symphysanodon och familjen Symphysanodontidae. Inga underarter finns listade i Catalogue of Life.